# Vještičja mast
Vještičja mast, halucinogena mast koju su, prema pučkom vjerovanju, koristile vještice za letenje, a recepti za njeno pravljenje poznati su barem od 16. stoljeća.
Prema vjerovanju, vještice su na crnim sabatima kuhale nekrštenu djecu u kotlovima i tako pripremale mast kojom su se premazivale prije "letenja" ili bi njome premazivali svoje "letačke" alatke poput metle, štapa ili klupice.
Njemački liječnik Johann Hartlieb (o. 1410.-1468.) u svom djelu Knjiga svih zabranjenih vještina, bezvjerstava i čarobnjaštva iz 1456. godine opisao je način izrade masti za letenje:
| » | Kako se leti zrakom. Za takve se letove služe muškarci i žene, naime oni bezbožnici, mašću koju zovu ugentum Pharelis. Prave je od sedam trava, a svaku travu beru onoga dana koji je posvećen toj travi, tako nedjeljom beru i iskapaju solquium, ponedjeljkom lunarium, utorkom verbenam, srijedom mercurialem, četvrtkom barbam Jovis, petkom capillos Veneris; od njih onda prave mast mješajući ih s nešto ptičje krvi i životinjskog sala. Sve to ja nikako ne pišem zato da bi koga sablaznio. Kad im se onda prohtije, namažu klupe ili grede, vile ili žarače i polete. Sve je to prava nigramancija i strogo je zabranjena. | « |
|   | |   |

U vrijeme lova na vještice, inkvizitori su tijekom mučenja optuženih za vještičarstvo i magiju iznudili čitav niz dokumentiranih priznanja u kojima se spominje i vještičja mast koja je služila za letenje. Istovjetni primjeri dokumentirani su i u Hrvatskoj, gdje su se također vršili progoni vještica.